# José Corpas Serna
José Corpas Serna (Baños de la Encina, Jaén, 7 de julio de 1991), conocido futbolísticamente como Corpas, es un futbolista español que juega de centrocampista en la Sociedad Deportiva Eibar de la Segunda División de España.

## Trayectoria
Corpas se formó en las categorías base del Club Deportivo Linares hasta su desaparición en 2009, cuando pasó a jugar en el Linares Deportivo (conocido como Asociación Deportiva Linares en la temporada 2009-10). 
Disputó la temporada 2017-18 en las filas del Marbella, con el que disputó los 'playoffs' de ascenso a Segunda división, temporada en la que marcó nueve goles. En julio de 2018 firmó con la U. D. Almería para realizar su debut como jugador en la Segunda División.
Tras tres temporadas, en las que jugó  125 partidos y marcó 19 goles con la camiseta de la U. D. Almería, se marchó traspasado a la S. D. Eibar por 2 millones de euros.

## Clubes
| Club              | País   | Año       |
| ----------------- | ------ | --------- |
| C. D. Linares     | España | 2008-2009 |
| Linares Deportivo | España | 2009-2017 |
| Marbella F. C.    | España | 2017-2018 |
| U. D. Almería     | España | 2018-2021 |
| S. D. Eibar       | España | 2021-act. |